# Linia kolejowa Figeac – Arvant
Linia kolejowa Figeac – Arvant – linia kolejowa we Francji, w regionach Oksytania i Owernia-Rodan-Alpy. Łączy stację w Figeac, położoną na linii Brive-la-Gaillarde – Tuluza z Arvant na linii Saint-Germain-des-Fossés – Nîmes przez Aurillac. 
Jest linią jednotorową, niezelektryfikowaną.
Według klasyfikacji RFF ma numer 720 000.